# Odeon (nakladatelství)
Odeon bylo československé a posléze české nakladatelství. Dnes je název užíván jako obchodní značka vydavatelského koncernu Euromedia Group.

## Prvorepublikový Odeon
Nakladatelství Odeon bylo založeno roku 1925 Janem Fromkem (1901–1966), původně knihkupcem, který se přátelil s mnoha osobnostmi československé meziválečné avantgardy. Na edičním plánu se tak spolupodíleli i Jindřich Honzl, Jindřich Štyrský nebo Vítězslav Nezval. Nejznámější vydávanou řadou byla Edice Odeon, vycházely v něm však i bibliofilie nebo speciální edice poezie. Pod značkou Odeonu byla tištěna i Revue Devětsilu (ReD), redigovaná Karlem Teigem, tvůrcem loga podniku a mnoha knižních obálek. Fromek významně podporoval i levicový tisk, jménem Odeon kryl například vydávání publikací Komunistické internacionály. Nakladatelství zaniklo v roce 1940, protože se Fromek musel z politických důvodů skrývat. Po válce se rozvedl a jeho manželka Zdeňka Fromková, která díky svému věnu umožňovala fungování nakladatelství, se pokoušela vést podnik sama. Odeon zanikl znárodněním v roce 1949.

## Poválečné státní nakladatelství Odeon
V roce 1953 vzniklo (v důsledku reorganizace nakladatelství a distribuce neperiodického tisku v Československu Státní nakladatelství krásné literatury, hudby a umění (SNKLHU) a jeho úkolem bylo vydávání publikací z oborů, uvedených v názvu nakladatelství. Základem SNKLHU se stala nakladatelství Melantrich, Vyšehrad a také část nakladatelství Orbis, odkud bylo převzato vydávání knih o výtvarném umění a hudbě. Sídlo nakladatelství bylo v budově na Národní třídě. Dlouholetým šéfredaktorem byl v letech 1953–1968 publicista a spisovatel Jan Řezáč.  
Roku 1961 se ze SNKLHU vydělilo hudební oddělení, ze kterého se stalo samostatné Státní hudební vydavatelství (SHV), později přejmenované na Supraphon, a SNKLHU se přejmenovalo na Státní nakladatelství krásné literatury a umění (SNKLU). Od roku 1965 neslo název ODEON, nakladatelství krásné literatury a umění, který odkazoval na prvorepublikové nakladatelství. Autorem loga nakladatelství byl Milan Hegar (1967). 
Nakladatelství bylo v oblasti krásné literatury známé kvalitními českými překlady beletrie, zejména soudobých autorů. Od roku 1953 vydávalo (počínaje 57. svazkem) brožovanou edici Světová četba, která začala v roce 1948 vycházet v nakladatelství Svoboda, kde vyšlo prvních 56 svazků; pod hlavičkou SNKLHU, SNKLU a Odeon pak vyšlo během čtyřiceti let dalších více než 500 svazků. Dalšími edičními řadami byly Knihovna klasiků (1953–1990, 447 svazků), Živá díla minulosti (1953–1991, 109 svazků), Soudobá světová próza (1953–1993, 419 svazků), Klub čtenářů (1953–1994, 697 svazků), Plamen (1956–1990, 113 svazků), Světová knihovna (1961–1992, 196 svazků), 3x (1963–1994, 50 svazků), Čtení na dovolenou (1968–1992, 118 svazků), Galérie klasiků (1975–1990, 56 svazků), Gama (1980–1992, 46 svazků). Vyniklo také tituly s tematikou výtvarného umění, které vycházely např. v edicích Současné umění, Současné světové umění, Mistři světového malířství, Mistři světové kresby, Architektura, Grafika, Umělecká fotografie aj. Vydávány byly i literárněvědné a estetické studie. Za své tituly získalo řadu ocenění v oblasti knižní kultury.[zdroj?]
Po roce 1989 podnik neobstál v nových podmínkách a roku 1994 vstoupil do likvidace.

## Značka Odeon po zániku státního nakladatelství
Po několika pokusech o oživení byla značka roku 1999 koupena vydavatelským koncernem Euromedia Group, které pod hlavičkou Odeonu vydává několik beletristických edic.